# 사랑 없는 숲
《사랑 없는 숲》(일본어: 愛なき森で叫べ)은 2019년 넷플릭스에서 방영한 미국, 일본의 스릴러 영화이다. 소노 시온이 감독과 각본을 맡았다.

## 출연
- 시이나 킷페이 - 무라타 조
- 미츠시마 신노스케 - 신
- 히나미 쿄코 - 미즈시마 타에코
- 카마타키 에리 - 오자와 미츠코
- 카와무라 나츠키 - 에이코
- 영 다이스 - 제이
- 마토부 세이 - 오자와 아즈미
- 덴덴 - 오자와 시게루

## 기타
- 음향 : 시부야 케이스케, 사이죠 히로스케
- 미술 : 마츠즈카 타카시